# Chopin-Denkmal in Warschau

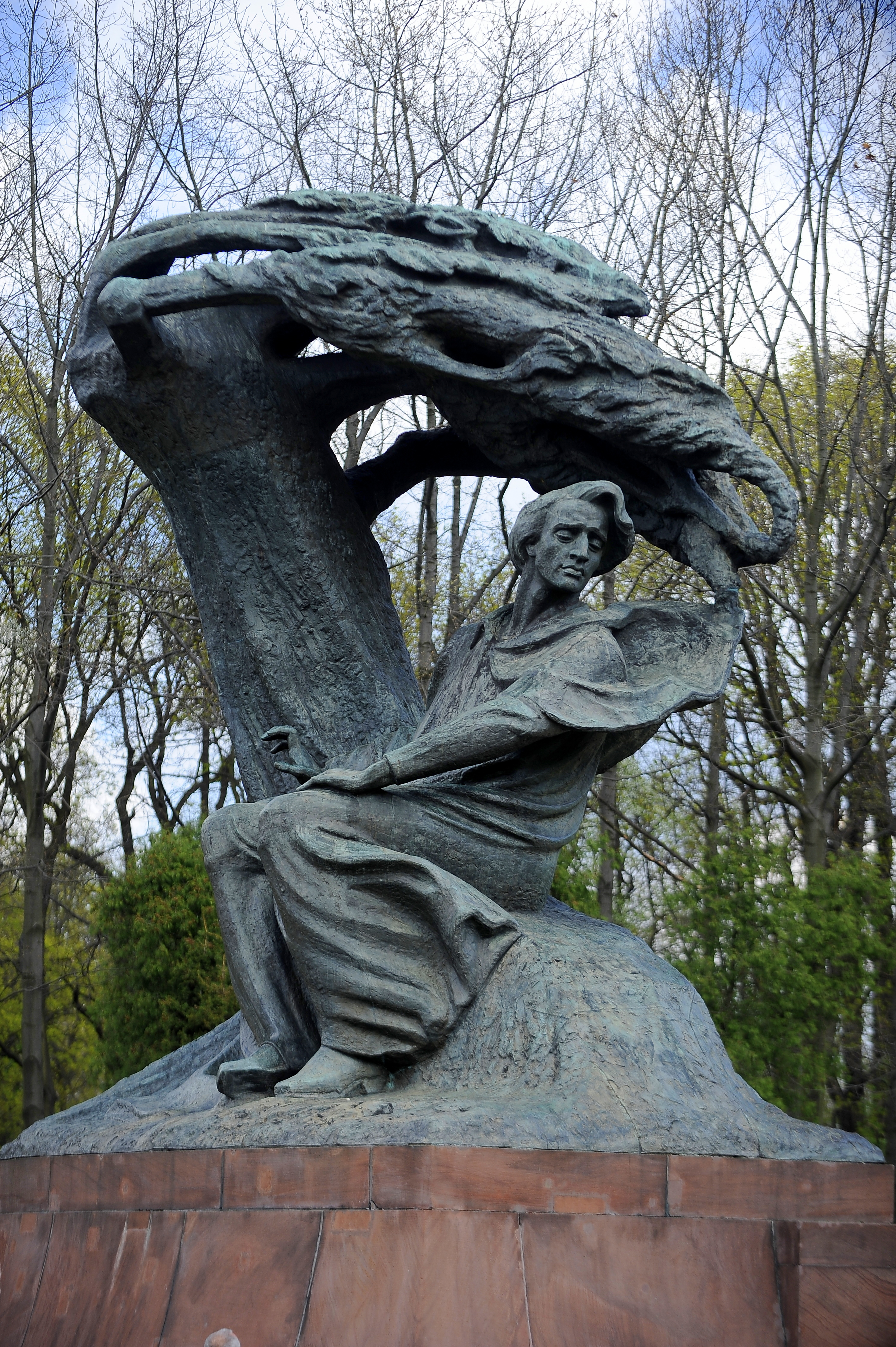
Das Chopin-Denkmal

Das Frédéric-Chopin-Denkmal in Warschau ist ein Bronzedenkmal von Frédéric Chopin im Łazienki-Park in Warschau. Es stellt den Komponisten unter einer vom Wind gebeugten masowischen Weide dar.
Neben der Warschauer Seejungfer, der Sigismundssäule, dem Łazienki-Palast oder dem Kulturpalast ist dieses Denkmal eines der Wahrzeichen der polnischen Hauptstadt. Es wurde mehrmals in Kalendern, auf Postkarten und Briefmarken reproduziert. Das Chopin-Denkmal wurde auch kopiert – die bekannteste Kopie befindet sich in Hamamatsu in Japan.

## Projekt und erste Errichtung
Das Denkmal schuf Wacław Szymanowski, der 1909 einen Wettbewerb gewann. Es sollte 1910 anlässlich des hundertsten Geburtstags des Pianisten fertiggestellt werden. Zur Wettbewerbsjury zählten Antoine Bourdelle, Józef Pius Dziekoński, Miłosz Kotarbiński oder Leopold Méyet. Da das Projekt umstritten war und der Erste Weltkrieg die Arbeiten unterbrach, wurde das Denkmal erst in der Zwischenkriegszeit vollendet. Die Einzelteile wurden in Frankreich gegossen, wo sich ein Gipsmodell befand. Danach wurden die Fragmente nach Polen gebracht und im Łazienki-Park zusammengefügt. Das Chopin-Denkmal wurde am 27. November 1926 feierlich enthüllt. Die Umgebung des Denkmals – ein Sockel und ein Becken – entwarf Oskar Sosnowski, Professor an der Fakultät Architektur der Technischen Universität Warschau. Für die Steinarbeiten war die Firma von Antoni Urbanowski aus Łódź zuständig.

## Die Zerstörung des Denkmals während des Zweiten Weltkriegs

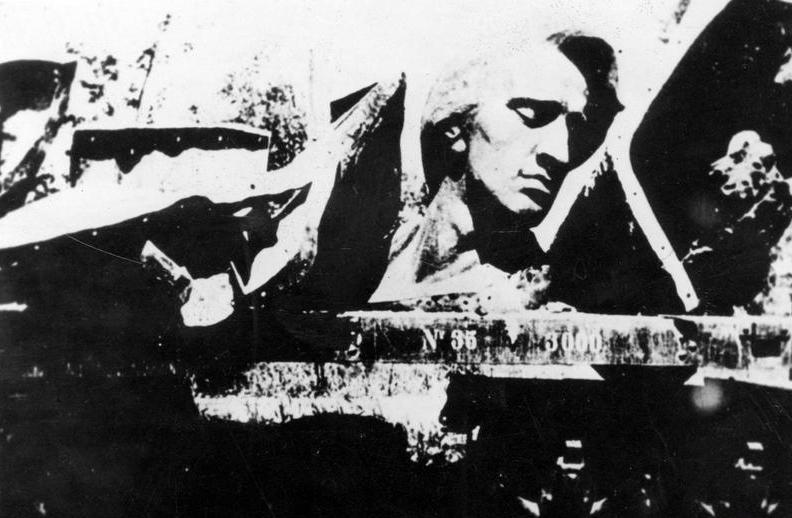
Trümmer des zerstörten Denkmals

Am 31. Mai 1940 wurde das Chopin-Denkmal von deutschen Besatzern gesprengt und dann in Teile geschnitten. Der Schrott wurde mit der Bahn nach Westen gebracht, wo die Teile in einer deutschen Hütte eingeschmolzen und als Rohstoff verwendet wurden. Die Deutschen versuchten auch, alle Kopien des Denkmals zu zerstören, die in den Museen aufbewahrt wurden. Ein Angestellter des Museums von Großpolen hat es geschafft, eine Kopie des Kopfes im Keller zu verstecken.

## Wiederaufbau nach dem Krieg

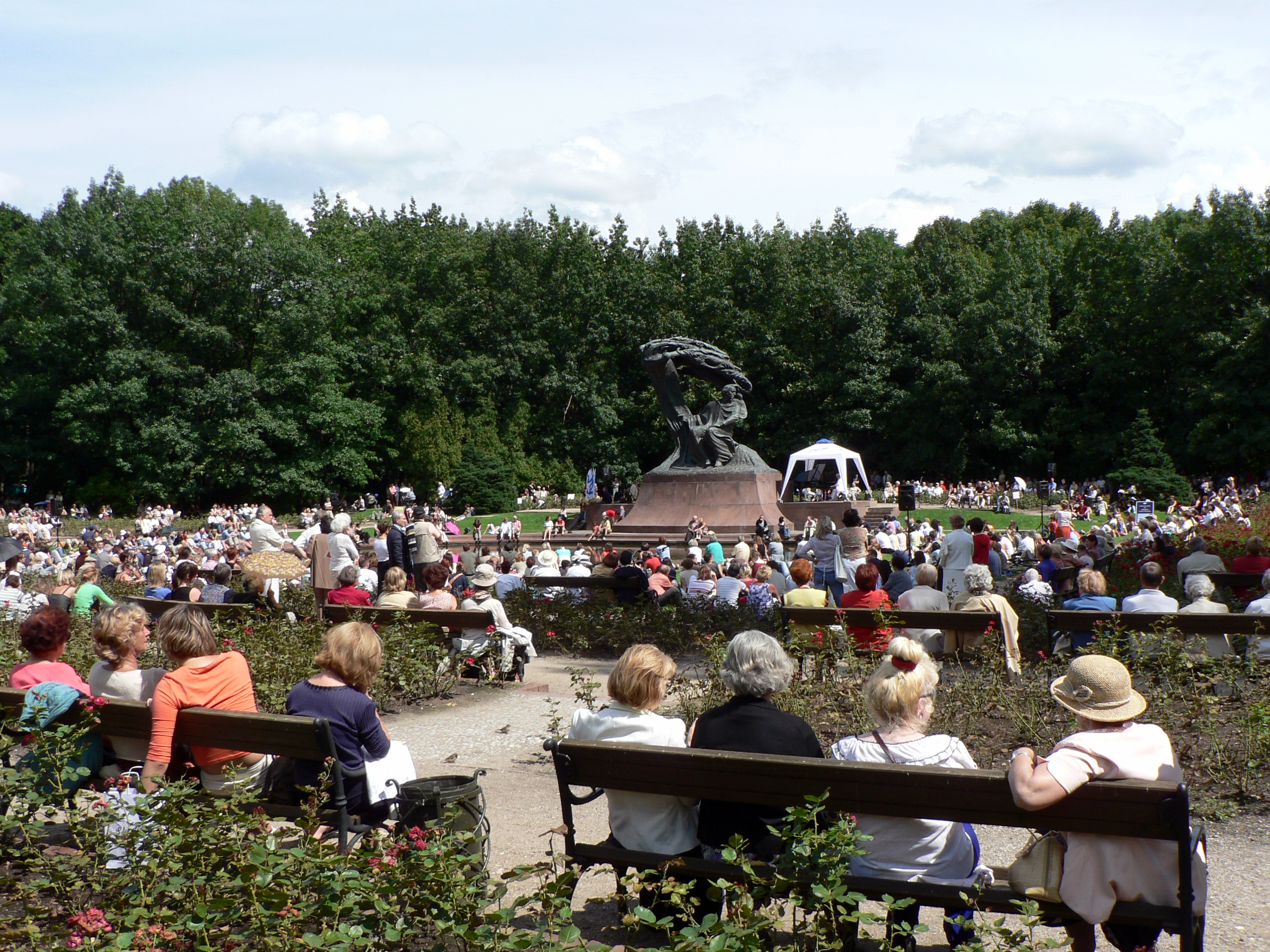
Konzert am Denkmal

Wegen der von den Deutschen durchgeführten Verwüstung war der Wiederaufbau des Denkmals nach dem Krieg sehr schwer. Man hat nach Replikaten und Kopien des Denkmals gesucht, die als Muster dienen könnten. 1945 haben Arbeiter in einer Fabrik in Breslau auf einem Schrotthaufen den Kopf eines Chopin-Denkmals gefunden. Es stammte nicht von dem Warschauer Denkmal – es war einer von vielen Abgüssen, viel kleiner als das Original. Eine vollständige Kopie des Denkmals wurde erst während der Enttrümmerung des Hauses von Szymanowski im Warschauer Stadtteil Mokotów gefunden. Auf dieser Kopie basierend, versuchte man eine originalgetreue Replik des zerstörten Originals zu errichten. Das Denkmal wurde rekonstruiert und 1958 enthüllt. Heutzutage steht es in der Nähe eines Teiches im Łazienki-Park. Um das Denkmal herum befinden sich viele Bänke, denn seit 1959 finden hier im Sommer Chopin-Konzerte statt. Es wird dann ein Klavier auf eine speziell entworfene Plattform am Fuße des Denkmals gestellt. Die Parkverwaltung erlaubt den Zuhörern den Rasen an dieser Stelle zu betreten.
Die Inschrift auf dem Sockel des Denkmals lautet: Die Statue von Fryderyk Chopin – von den Deutschen am 31. Mai 1940 zerstört und geraubt – wird durch das Volk wieder aufgebaut. Der 17. Oktober 1946.
Es steht dort auch ein Zitat aus Konrad Wallenrod, einem Werk von Adam Mickiewicz.